# 反电动势
反电动势（counter emf或back emf）是指有反抗电流通过趋势的电动势，其本质上属于感应电动势。
电动机转动时，线圈中也会产生感应电动势，这个感应电动势总要削弱电源电动势的作用，这个感应电动势即为反电动势。它的作用是阻碍线圈的转动。如果要使线圈维持原来的转动，电源就要向电动机提供能量，从而实现电能转化为其它形式的能。

## 起動電流
電動機及變壓器在開啟的時候，沒有反電動勢，根據V=IR，電流會很大。因此，有相關法例規定電動機的起動電流，避免起動電流過大而導致電壓驟降，影響其他設備和其他用戶。大功率電動機對供電系統影響較大，規管更嚴格。
在香港，由電力公司的架空電纜系統供電，小於1.5千瓦的單相電動機和小於3.8千瓦的三相電動機，最大起動電流是6倍。3.8到11千瓦的三相電動機，最大起動電流是2.5倍。大型電動機則需要向電力公司申請許可。

## 注意事项
如果电动机工作中由于机械阻力过大而停止转动，这时没有了反电动势，电阻很小的线圈直接连在电源的两端，电流会很大，时间长了很可能把电动机烧毁。

## 外部連結
- Code of Practice for the Electricity (Wiring) Regulations, EMSD, Hong Kong（英文）
- 電力 (線路)規例工作守則 香港機電工程署（繁體中文）